# Liste der Schlösser und Herrenhäuser in Radebeul

Radebeuls Wappen zeigt für den Weinbau im oberen Teil eine grüne Weintraube mit Laub

Die Liste der Schlösser und Herrenhäuser in Radebeul stellt die Schlösser, Lustschlösschen/Lusthäuser und Herrenhäuser dar, die in der sächsischen Stadt Radebeul beziehungsweise in der die Stadt bildenden Landschaft Lößnitz stehen. Alle bis auf zwei Ausnahmen stehen unter Denkmalschutz, lediglich zwei ehemalige Herrenhäuser sind auf Grund der Umwidmungen und Umbauten während ihrer längeren Geschichte heute von diesem besonderen Status ausgenommen.
Um die Gebäude herum finden sich mit den Garten- und Parkanlagen, Weinbergseinrichtungen, Nebengebäuden oder Brunnen zahlreiche denkmalpflegerische Sachgesamtheiten, Werke der Landschafts- und Gartengestaltung beziehungsweise denkmalpflegerische Nebenanlagen, die geschützt und beschrieben werden.
Sämtliche Anwesen mit Ausnahme von Haus Liborius, Haus Thieme und Haus Arnim liegen im Denkmalschutzgebiet Historische Weinberglandschaft Radebeul, die mit ihren Steillagen das Rückgrat des Radebeuler Weinbau-Großlage Lößnitz bildet. Der Radebeuler Weinbau wird heute noch von den beiden Schlössern aus betrieben; die Hoflößnitz, gelegen inmitten der Lage Radebeuler Goldener Wagen, ist städtisches Weingut, während Schloss Wackerbarth im Radebeuler Johannisberg Sitz des Sächsischen Staatsweinguts ist. Von der Radebeuler Ost-West-Erstreckung her in der Mitte zwischen beiden Schlössern liegt der Minckwitzsche Weinberg, dessen Rebflächen als Teil des Radebeuler Steinrückens auf Pachtbasis bewirtschaftet werden, während das Anwesen selbst wie alle anderen ehemaligen Herrensitze kein Weingut mehr darstellt. Auch die Flächen des der Weinbaulage Radebeuler Johannisberg namengebenden Anwesens Johannisberg werden heute von Schloss Wackerbarth aus bewirtschaftet. Andere Weinbergsflächen werden beispielsweise von den Mitgliedern der Radebeuler Steillagenwinzer bewirtschaftet, wie Krapenberg und Paulsberg durch die Weinbaugemeinschaft Zitzschewig.

## Legende

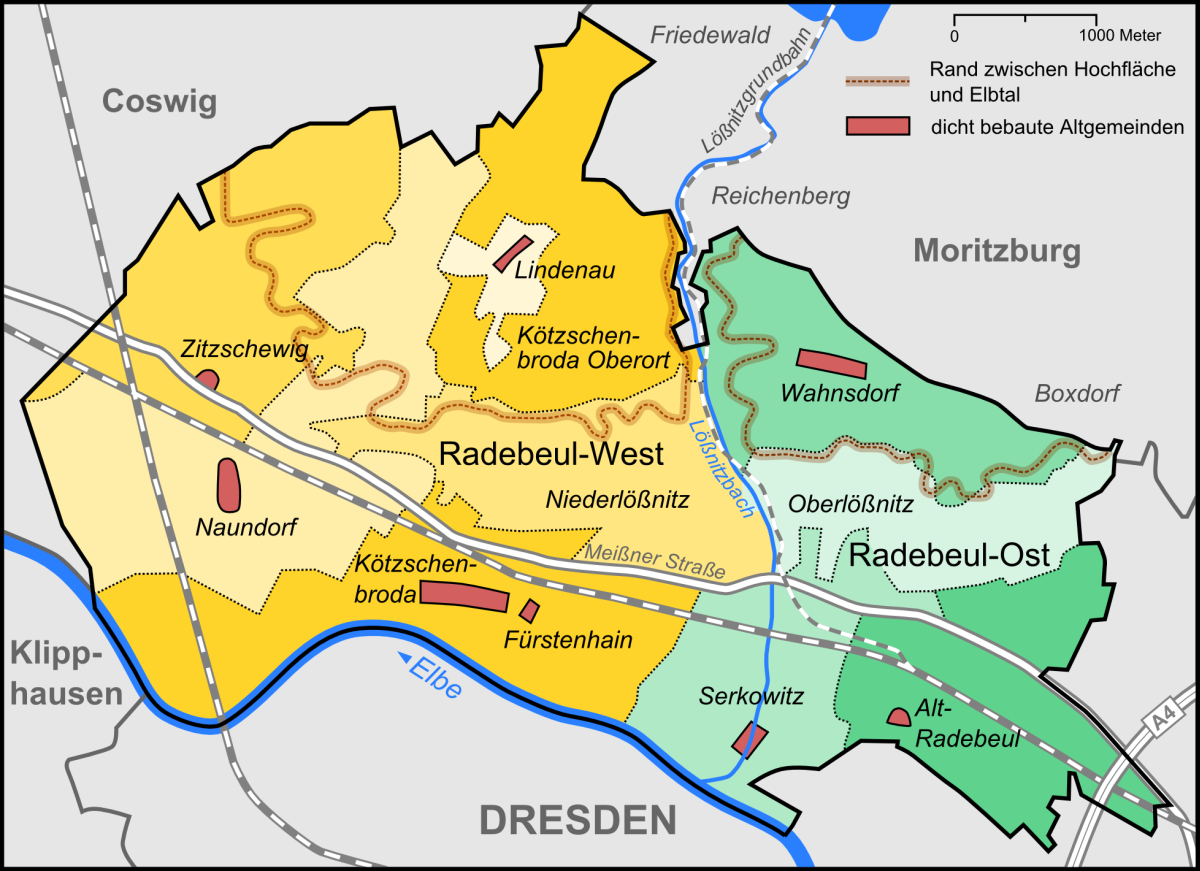
Übersicht über die Lage der Radebeuler Stadtteile

Die in der Tabelle verwendeten Spalten listen die im Folgenden erläuterten Informationen auf:
- Name, Bezeichnung: Bezeichnung des einzelnen Objekts, als Wikilink mit eigenem Artikel.
- Adresse, Koordinaten: Heutige Straßenadresse, Lagekoordinaten.
- Stadtteil: Heutiger Radebeuler Stadtteil, so wie in der hiesigen Karte dargestellt. Vor 1839, dem Gründungsjahr von Oberlößnitz und Niederlößnitz, lagen die Güter auf Radebeuler, Serkowitzer, Kötzschenbrodaer oder Naundorfer Weinbergsflur.
  - NAU: Naundorf
  - NDL: Niederlößnitz
  - OBL: Oberlößnitz
  - SER: Serkowitz
  - ZIT: Zitzschewig
- Datum: Besondere Baujahre, so weit bekannt oder ableitbar, teilweise auch Datum der Ersterwähnung der Liegenschaft.
- Baumeister, Architekt: Baumeister, Architekten und weitere Kunstschaffende.
- Denkmalumfang, Bemerkung: Nähere Erläuterung über den Denkmalstatus, Umfang der Liegenschaft und ihre Besonderheiten.

Kürzelverzeichnis:
- - ED: Das Objekt ist ein Einzeldenkmal.
  - SG: Das Objekt ist Teil einer denkmalpflegerischen Sachgesamtheit.
  - WLG: Das Objekt ist ein Werk der Landschafts- und Gartengestaltung.
  - DNA: Das Objekt ist eine denkmalpflegerische Nebenanlage.
- Bild: Foto des Hauptobjekts.

## Schlösser
| Name, Bezeichnung                     | Adresse, Koordinaten                            | Stadt- teil | Datum | Baumeister, Architekten | Denkmalumfang, Bemerkung | Bild           |
| ------------------------------------- | ----------------------------------------------- | ----------- | --- | --- | --- | -------------- |
| Hoflößnitz, Schloss Hoflößnitz        | Knohllweg 37 (Lage)                             | OBL         | vor 1401 Dohnaer Weingut, 1401 Wettiner, 1650 Lusthaus, 1747/150 Spitzhaustreppe, 1840 Kavaliershaus, 1904 Pavillon | Ezechiel Eckhardt, Christian Schiebling, Centurio Wiebel, Albert Eckhout, Matthäus Daniel Pöppelmann, Carl Mildreich Barth, Karl Moritz Haenel | ED SG WLG. Ehemals kurfürstliches, heute städtisches Weingut. Stiftung Weingutmuseum Hoflößnitz. Berg- und Lusthaus, Kavaliershaus, Presshaus, Wirtschaftsgebäude, Weinpresse, Toranlagen, Treppenanlagen (Spitzhaustreppe mit Muschelpavillon), Reiterstein, angrenzende Weinberge. Seit 1915 durch öffentlichen Vertrag unter Schutz gestellt. Besitzer: Burggrafen von Dohna, Markgraf Wilhelm I., Kurfürsten Johann Georg I., Johann Georg II., August der Starke und Friedrich August II., weitere Wettiner. Die Vogelbilder der Festsaaldecke finden sich in der Liste der Vogelgemälde von Albert Eckhout in der Hoflößnitz. | Weitere Bilder |
| Schloss Wackerbarth, Wackerbarths Ruh | Wackerbarthstraße 1, Mittlere Bergstraße (Lage) | NDL         | 1727–1729, 1743 Jacobstein, 1853 Umbau, 1916/17                                                                     | Johann Christoph Knöffel, Matthäus Daniel Pöppelmann, Georg Heinsius von Mayenburg (Umbau)                                                     | ED SG WLG. Sitz des Sächsischen Staatsweinguts. Schloss mit barocker Gartenanlage, Belvedere, Jacobstein, Reste von Gartenplastiken, Einfriedung, Erinnerungstafel und Weinberge einschließlich Grundstück Fliegenwedel. Seit 1912 per Ortsdekret gegen Parzellierungsbegehren unter Schutz gestellt. Bewohner: August Christoph von Wackerbarth, Joseph Anton Gabaleon von Wackerbarth-Salmour, Christian Friedrich von Gregory, August Josef Ludwig von Wackerbarth, Carl Lang, Elise Polko, Albert von Carlowitz, Johann Georg Theodor Grässe. Radebeuler Bauherrenpreis 2004                                                    | Weitere Bilder |

## Lustschlösschen / Lusthäuser
| Name, Bezeichnung                                             | Adresse, Koordinaten                            | Stadtteil | Datum                                    | Baumeister, Architekten                                                                          | Denkmalumfang, Bemerkung | Bild           |
| ------------------------------------------------------------- | ----------------------------------------------- | --------- | ---------------------------------------- | ------------------------------------------------------------------------------------------------ | --- | -------------- |
| Mätressenschlösschen, Berghaus Neufriedstein, Friedsteinburg  | Mohrenstraße 10 (Lage)                          | NDL       | 1417 Wehlsberg, 1771                     |                                                                                                  | ED SG. Ein fensterloser Sandsteinunterbau mit einem Tonnengewölbe im Inneren steht auf einer talseitigen Terrasse mit Treppen auf beiden Seiten. Das Lusthaus darauf ist ein achteckiger, verputzter Baukörper mit zwei rechts und links angesetzten rechteckigen Flügelbauten. Die Wetterfahne zeigt durch einen Zahlendreher das Jahr 1717, die Regierungszeit Augusts des Starken. Besitzer: Johann George Ehrlich | Weitere Bilder |
| Niederes Lusthaus, Pavillon (Minckwitzscher Weinberg)         | Obere Bergstraße 30 (Lage)                      | NDL       | 1412 Altenberg, 1713                     |                                                                                                  | ED SG WLG. Der achteckige verputzte Fachwerkbau steht auf halber Berghöhe des Minckwitzschen Weinbergs. Die Wetterfahne trägt die Initialen DCCK des Dresdner Advokaten Dr. Caspar Christian Kober (1663–1738) und das Jahr 1713. Besitzer, Bewohner: Henning August von Bredow, Familie von Minckwitz | Weitere Bilder |
| Minckwitzsches Weinberghaus, Oberes Lusthaus, Großer Pavillon | Obere Bergstraße 30a (Lage)                     | NDL       | 1412 Altenberg, 1729                     |                                                                                                  | ED SG WLG. Zweigeschossiger quadratischer Bau mit Zeltdach auf der Hangkante, verbunden mit dem Herrenhaus durch eine Treppe. Über dem Eingang das Wappen von Kober, die Wetterfahne zeigt das Jahr 1729. Ab 1934 Atelier des Malers Paul Wilhelm. Besitzer, Bewohner: Henning August von Bredow, Familie von Minckwitz, Paul Wilhelm. Radebeuler Bauherrenpreis 1997 | Weitere Bilder |
| Spitzhaus                                                     | Spitzhausstraße 36 (Lage)                       | OBL       | 1622, 1672, 1749, 1902, 1928             | Wolf Caspar von Klengel, Matthäus Daniel Pöppelmann, Richard Beyer, Adolf Neumann (Verandaanbau) | ED SG WLG. Ehemaliges Vorwerk, Weinbergshaus, dann kurfürstliches Lustschlösschen, heute als Gasthaus genutzt. Ehemals Teil der Hoflößnitz. Besitzer: Johann Georg I., Freiherr von Rechenberg, Familie von Wolframsdorf, Jacob Heinrich von Flemming, Reichsgräfin von Cosel, August der Starke, Friedrich August II., weitere Wettiner, Friedrich Herrmann Hennicke. Gäste Joseph II., Karl X. von Frankreich, Otto I. von Griechenland, Wilhelm I. von Preußen | Weitere Bilder |
| Belvedere zum Schloss Wackerbarth                             | Wackerbarthstraße 1, Mittlere Bergstraße (Lage) | NDL       | 1728–1729, 1780 (Uhr), 1885 Wiederaufbau | Johann Christoph Knöffel                                                                         | ED SG WLG. Auf eine hohe Substruktion mit Eckquaderung, Rundbogennische und Balustrade als Terrassenunterbau führen zwei viertelbogige Rampen, die den Park bergseitig abschließen. Auf der Terrasse steht das achteckige Belvedere mit Zeltdach, Kuppel und Laterne. Bergseitig steht ein kleiner Anbau. Der runde Raum im Inneren mit dekorativer Ausmalung von 1885. Im Jahr 1884 ausgebrannt und wiederaufgebaut, stammt der jetzige Dachaufsatz vom Dresdner Zeughaus. Bewohner: August Christoph von Wackerbarth, Joseph Anton Gabaleon von Wackerbarth-Salmour, Christian Friedrich von Gregory, August Josef Ludwig von Wackerbarth, Carl Lang, Elise Polko, Albert von Carlowitz, Johann Georg Theodor Grässe | Weitere Bilder |

## Herrenhäuser
| Name, Bezeichnung                              | Adresse, Koordinaten                            | Stadt- teil | Datum                                                           | Baumeister, Architekten                                                             | Denkmalumfang, Bemerkung | Bild           |
| ---------------------------------------------- | ----------------------------------------------- | ----------- | --------------------------------------------------------------- | ----------------------------------------------------------------------------------- | --- | -------------- |
| Haus Sorgenfrei                                | Augustusweg 48 (Lage)                           | OBL         | frühes 18. Jh., 1783–1789                                       | Johann August Giesel                                                                | ED WLG. Herrensitz mit schlossartigem Herrenhaus (Zopfstil), Nebengebäude (Gärtnerhaus, Saalbau mit Hintergebäude, Scheune), Garten- bzw. Parkanlage vor und hinter den Gebäuden, Einfriedung mit Toranlage. Besitzer, Bewohner: Christian Friedrich von Gregory, Alfred Tischer, Erhard Hippold, Gussy Hippold-Ahnert, Robert Thren, Rudolf Pätzold. Radebeuler Bauherrenpreis 2000                                          | Weitere Bilder |
| Villa Wach, Villa Göschen                      | Augustusweg 62 (Lage)                           | OBL         | 1672 „Palast“, 1790, um 1850, 1913                              |                                                                                     | Kein Denkmalschutz mehr. Herrenhaus. Besitzer, Bewohner: Christian Friedrich von Gregory, Grafen v. Loß, Edward Goschen, Gustav von Metzsch, Felix Wach | Weitere Bilder |
| Haus Windisch, Haus Stolle, Haus Weingut Kruse | Augustusweg 92 (Lage)                           | OBL         | 1623, 1753, 1901–1903                                           | Oskar Menzel (Umbau)                                                                | ED. Landhausartig umgebautes Winzerhaus mit größter noch erhaltener Weinpresse (1794) im oberen Elbtal, Einfriedung | Weitere Bilder |
| Hohenhaus, Schloss Hohenhaus                   | Barkengasse 6 (Lage)                            | ZIT         | 13. Jh. Weinberg, 15. Jh. Bischofsberg, 1584, 1885              | Giese & Weidner (Umbau)                                                             | ED WLG. Ehemaliges Weingut mit Herrenhaus, Park, ehemaliger Gärtnerei mit Gärtnerhaus, Heizhaus mit Dampfmaschine (Mittlere Bergstraße 22) und Wohnhaus (Mittlere Bergstraße 20). Besitzer, Bewohner: Meißner Bischöfe, Johann Georg von Rechenberg, Freiin von Werthern, Heino Heinrich von Flemming, Berthold Thienemann (Vater von Marie und Martha), Gerhart Hauptmann, Carl Hauptmann, Walther Stechow, Eberhard Stechow | Weitere Bilder |
| Zechstein                                      | Barkengasse 17 (Lage)                           | ZIT         | 17. Jh., 1706, um 1800                                          |                                                                                     | ED. Ehemaliges Weingut, Hauptgebäude mit zwei Flügeln. Bewohner: Friedrich Magnus I. zu Solms-Wildenfels | Weitere Bilder |
| Bennoschlösschen, Bennohaus, Steinernes Haus   | Bennostraße 35 (Lage)                           | OBL         | um 1600, 1896                                                   | Gebrüder Ziller (Aufstockung Pressraum)                                             | ED DNA. Schlossartiges Herrenhaus im Renaissancestil, mit Einfriedung und Weinberg. Besitzer: Hans Harrer, Familie Metzsch-Reichenbach | Weitere Bilder |
| Villa Steinbach, Villa Zembsch                 | Bennostraße 41 (Lage)                           | OBL         | 1835                                                            | Christian Gottlieb Ziller                                                           | ED SG WLG. Villa mit Winzerhaus, Scheune, Weinberg, Park und Stütz- sowie Einfriedungsmauern | Weitere Bilder |
| Bischofspresse                                 | Bischofsweg 1 (Lage)                            | ZIT         | nach 1676, 1773, 1998–2004                                      |                                                                                     | ED. Winzerhaus und ehemaliges Presshaus. Radebeuler Bauherrenpreis 2005 | Weitere Bilder |
| Haus Albertsberg, Albertsburg                  | Eduard-Bilz-Straße 49, 49c,d (Lage)             | OBL         | 1627, 1660 Weingut, 18. Jh., 1862, 1898                         | Gebrüder Ziller (Umbau), Oskar Menzel (Umbau)                                       | ED. Herrschaftliches Wohnhaus, Einfriedung eines ehemaligen Weinguts | Weitere Bilder |
| Haus Kynast                                    | Kynastweg 26 (Lage)                             | ZIT         | um 1750, um 1860 (Turmhaus)                                     |                                                                                     | ED WLG. Ehemaliges Weingut mit Herrenhaus, Turmhaus, Gärtnerhaus, Torhaus, barocker Brunnen bzw. Badehaus, Park mit Bassin und Sonnenuhr, terrassierte Stützmaueranlage, Grotte, wassertechnische Anlagen im Norden. Besitzer, Bewohner: Familie von Bomsdorff, August von Witzleben, Heino Kretzschmar, Ewald Hilger, Hans Marschall                                                                                         | Weitere Bilder |
| Haus Liborius                                  | Ludwig-Richter-Allee 21 (Lage)                  | NDL         | 1633 Liborius, 1805                                             |                                                                                     | ED. Herrenhaus eines ehemaligen Weinguts. Besitzer Senfft von Pilsach | Weitere Bilder |
| Krapenburg                                     | Mittlere Bergstraße 44, 44a (Lage)              | ZIT         | vor 1590 Krap, 1710, 1899                                       |                                                                                     | ED. Hauptgebäude mit nördlichem Anbau, Winzerhaus auf Einfriedung, Backhaus, Park und Einfriedung des ehemaligen Weinguts Krapenberg, Talutanlage von 1862. Besitzer Christoph Vitzthum von Eckstädt | Weitere Bilder |
| Mohrenhaus                                     | Moritzburger Straße 51 (Lage)                   | NDL         | 1544, 17. Jh. Mohrenköpfe, 1819, 1868–1871, 1910–1912           | Gebrüder Ziller (Umbau)                                                             | ED DNA. Herrenhaus mit Wintergarten, Wirtschaftsgebäude, Park, Pavillon und künstliche Ruine. Besitzer: Familie von Schonbergk, Familie von Bose, Alwin Bauer | Weitere Bilder |
| Neufriedstein                                  | Neufriedstein 2 (Lage)                          | NDL         | 1417 Wehlsberg, 1778–1780, 1904                                 |                                                                                     | ED SG. Herrenhaus (Pfarrtöchterheim) mit Winzerhaus, Mätressenschlösschen, Parkanlage und Weinberg. Besitzer: Herren von Köckeritz auf Burg Wehlen, Johann George Ehrlich | Weitere Bilder |
| Haus Thieme                                    | Nizzastraße 69 (Lage)                           | SER         | 1714, 1740, 1767, 1879, 1914                                    |                                                                                     | Denkmalschutz (1953–2003) aufgehoben. Herrenhaus, in der Lößnitz architektonisch einzigartig. Besitzer: Kammermeister Segnitz | Weitere Bilder |
| Haus Minckwitz                                 | Obere Bergstraße 30, 30a, 30b (Lage)            | NDL         | 1412 Altenberg, ab 1712 Herrenhaus, 1713, 1727, 1877, 1907–1909 | August Große (Umbau, Remise), F. A. Bernhard Große (Umbau Herrenhaus, Nebengebäude) | ED SG WLG. Ehemaliges Weingut mit Herrenhaus, Remise, Seitengebäude, zwei Lusthäuser, Einfriedungs- und Weinbergsmauern sowie Weinberg und Park. Besitzer, Bewohner: Henning August von Bredow, Familie von Minckwitz, Paul Wilhelm | Weitere Bilder |
| Johannisberg, Schloss Johannisberg             | Obere Johannisbergstraße 15/17 (Lage)           | NAU         | 1408 Knolln, 2. H. 18. Jh., 1864                                |                                                                                     | ED. Ehemaliger Weinbergsbesitz mit Herrenhaus, Nebengebäuden und gleichnamigem Weinberg, Namensgeber für die 31 ha große Einzellage Radebeuler Johannisberg. Bis 2012 unter der Adresse Mittlere Bergstraße 8. Besitzer Hofböttchermeister Jacob Krause, August Josef Ludwig von Wackerbarth, Emil Nacke, Gerhard Madaus | Weitere Bilder |
| Grundhof, Hoher Berg, Heiterer Blick           | Paradiesstraße 66, 68 (Lage)                    | NDL         | 1652 Hoher Berg, 1696, 1. H. 19. Jh., 1907–1909                 | Otto Rometsch, Adolph Suppes, Gunter Herrmann                                       | ED DNA. Herrschaftliches Anwesen. Ehemaliges Weingut mit Herrenhaus, Gartensaal, Gärtnerhaus sowie zwei Pavillons, Park und Einfriedung. Besitzer, Bewohner: Christian Samuel und Gottfried Schweißker, Hofprediger Christian Ehrgott Raschig, Johann Friedrich Anton Dehne, Otto Suppes, Wilhelm Claus, Karl Kröner, Paul Wilhelm. Radebeuler Bauherrenpreis 1999                                                            | Weitere Bilder |
| Paulsberg                                      | Paulsbergweg 21, 21a, 21b, 21c, 21d, 21e (Lage) | ZIT         | 1436 Seydenberg, ab 1679, 1853, um 1905                         | Richard Riemerschmid (Erweiterung)                                                  | ED. Ehemaliges Weingut mit Hauptgebäude, zwei Seitenflügeln, Einfriedung, Toranlage sowie Weinbergen u. Resten d. Parks. Besitzer Hofrat Dr. Christoph Ritter, Curt Ewald von Germar, Carl Oskar von Friesen | Weitere Bilder |
| Altfriedstein                                  | Prof.-Wilhelm-Ring 1 (Lage)                     | NDL         | 1544 Anwesen, um 1740, 1902, um 1790 (Brunnen)                  | Schilling & Graebner (Umbau)                                                        | ED. Ehemaliges Weinberghaus mit Fragment einer barocken Brunnenanlage. Villenkolonie Altfriedstein. Besitzer, Bewohner: Heinrich Graf von Brühl, Louise Sophia Johanna Gräfin von Zinzendorf und Pottendorf, Ludwig Graf Senfft von Pilsach, Schilling & Graebner, Jeanne Berta Semmig, Ellen Schou | Weitere Bilder |
| Haus Arnim                                     | Waldstraße 20, 20f, 20g (Lage)                  | OBL         | 1860–62                                                         | Moritz Ziller                                                                       | ED. Herrenhaus einer Gutsanlage (20f), Seitengebäude (ehem. Stall und Wagenremise 20, 20g), Schalenbrunnen, Torpfeiler. Bewohner: Friedrich Henning von Arnim, Max Morgenstern-Döring | Weitere Bilder |
| Gutsanlage Curt Robert von Welck               | Waldstraße 32, 34 (Lage)                        | OBL         | 1862, 1874, 1945                                                | Moritz Ziller, E. Adam                                                              | ED. Gotisierendes, schlossartiges Herrenhaus einer Gutsanlage mit Eckturm, 1945 bei den Luftangriffen auf Dresden zerstört. Landhausartige Villa mit Einfriedung (32) und Wagenremise (34) stehen noch. Besitzer: Curt Robert von Welck, Waldemar von Eynard zum Pau | Weitere Bilder |
| Haus in der Sonne                              | Weinbergstraße 44 (Lage)                        | OBL         | 1770, nach 1790, 1917                                           | Martin Hammitzsch                                                                   | ED. Weinberghaus (Herrenhaus) mit Wirtschaftsgebäude, Winzerhaus. Besitzer, Bewohner: Münzfaktor Georg Christian Städter, Martin Hammitzsch, Angela Hammitzsch | Weitere Bilder |
| Hofmanns Palais                                | Weinbergstraße 48a (Lage)                       | OBL         | 1865, 1903–1905                                                 | Adalbert Friedrich                                                                  | ED. Ehemaliges Weingut mit Winzerhaus (Nr. 48) und Herrenhaus (Nr. 48a) | Weitere Bilder |